# جنجوید
جَنجَویدها شبه نظامیان عرب زبان در منطقه دارفور در غرب سودان هستند. جنجویدها عرب تبار بوده (بیشتر از قبیله بقاره) هستند و در درگیری دارفور که از سال ۲۰۰۳ به این سو رخ داده نقشی اصلی را به عهده داشته و دارند. آنان از حکومت مرکزی دفاع می‌کنند. جنجوید معنای مرد مسلح اسب‌سوار است. جنجویدها به نوعی ادامهٔ نیروی مسلّح قبیله‌ای مراحلین هستند که سال‌ها قبل وجود داشته‌اند.
بنا به تعریف سازمان ملل، جنجوید شامل مبارزانی است با پیشینه سیاه‌پوست آفریقائی که به زبان عربی تکلم می‌کنند. ریشه آن نیز از پیشینه یک اباله (شتربان) ناشی می‌شود که با استخدام مهم خود از مردم بقاره (گاوچران) به وجود آمده‌اند. از سال ۲۰۰۳ تاکنون آن‌ها یکی از بازیگران اصلی درگیری دارفور بوده‌اند که سودانی‌های بادیه‌نشین مسلمان با هویت عربی را علیه جمعیت ساکن مسلمان غیر عرب طی یک نبرد در منطقه و بر سر مالکیت منابع و زمین به جان هم انداخته‌اند.
اغلب تصور می‌شود نام «جنجوید» در لهجه غرب سودان دارای معنی خاصی است. کلاً در زبان محاوره‌ای عربی به مفهوم «سپاهیان» است. جنجویدها جانشینان یک گروه قدیمی شبه نظامی قبیله‌ای عرب، تحت عنوان «مراحلین» (یعنی «کوچگران») بوده‌اند که سال‌ها پیش در این ناحیه بوده‌اند.
این اصطلاح به جای یک مشتق کلمه فارسی، «جنگ»، «جنگاوی»، «جنگاور» بکار رفته‌است. این مورد (لغوی) از سوی مهدویون در سودان در کنار اعتقاد به مهدی بکار رفته‌است، یک سنت مدید از سلسله قدیمی رستم عبادی در تونس که از یک پیشینه ایرانی اقتباس شده‌است. سلسله شیعی اسماعیلی فاطمیان که رستمیان را فتح نمودند، این اصطلاح را از خود برجای گذاشته و به مصر منتقل ساختند، و از آنجا به سودان. مهدویون یک روحیه ایدئولوژیک قوی شیعی نشان دادند، اما از لحاظ اعتقادی سنی بودند. اصطلاح جانجاوید نسخه عربی شده جنگاوی است، که معادل با «جنگجوی با ایمان» در بین جوامع سابق شیعی در شمال آفریقا طی قرون وسطی می‌باشد.

## تاریخچه

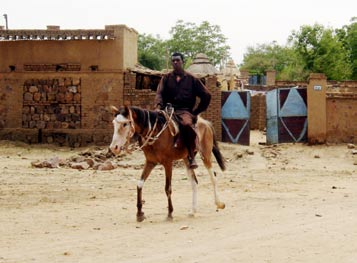
یک شبه نظامی جنجوید سوار بر اسب

جنجویدها یک گروه شبه نظامی هستند که از قبایل دارفوری و چادی عرب زبان می‌باشند که به خاطر کشتار، تجاوز، اعمال زور در سال‌های ۲۰۰۴–۲۰۰۳ انگشت‌نما شدند.
در ابتدا جنجویدها در سال ۱۹۸۸ پس از آن که رئیس‌جمهور چاد، حسین حبری، با پشتیبانی فرانسه ارتش لیبی شکست داد، به وجود آمدند، و بدین وسیله به برنامه‌های منطقه‌ای سرهنگ معمر قذافی در سرزمین چادی تحت‌الحمایه لیبی خاتمه دادند، شیخ بن عمر سعید، با نیروهای شبه نظامی عرب خود به دارفور عقب‌نشینی کرد که در آنجا مهمان شیخ موسی هلال، رئیس تازه ترفیع یافته در بین عربهای محامد رزیقات در شمال دارفور شدند. مردان قبیله هلال قبلاً سلاح‌های لیبیایی را برای نیروهای ابن عمر قاچاق می‌کردند. حمله نیروهای فرانسوی- چادی اردوگاه ابن عمر را ویران ساخت، اما سلاح‌های آن‌ها در نزد میزبانان محامدی وی باقی‌ماند، که در کنار ایدئولوژی تعالی‌جویانه عربی با عربهای لیبیایی‌تبار ارتباط برقرار می‌کردند. در ابتدا جنجویدها «اباله» یا ساربان بودند، اما در سال ۲۰۰۴ برخی از «بقاره» ها یا گاوچرانها نیز به آن‌ها پیوستند.
در دهه ۱۹۹۰، دولت سودان، جنجویدها را که ملغمه‌ای از شبه نظامیان چادی و دارفوری «عرب» بودند و دستورکارها و اهداف محلی خود را در سرزمین سودان دنبال می‌کردند فشار زیادی را بر دولت سودان تحمیل کردند. اکثر عربهای دارفوری، به عنوان اتحادیه بقاره‌ها، در جنگ شرکت نداشتند و از آن فاصله گرفتند. در ۲۰۰۰–۱۹۹۹، در مواجهه با تهدیدات شورش‌ها در غرب و شمال دارفور، نیروی امنیتی خارطوم به نیروهای جنجوید را مسلح کردند. زمانی که این شورش در فوریه ۲۰۰۳ به سرکردگی جنبش آزادسازی سودان، و نهضت عدالت و برابری تشدید شد، دولت سودان با به‌کارگیری جنجویدها به عنوان نیروی اصلی ضد شورش به آن‌ها پاسخ داد. اما جنجویدها با پشتیبانی گروه شبه نظامی در حمله و بازپس‌گیری تحت تصرف شورشیان در دارفور، سیاست زمین سوخته را با شرارتهای گسترده که غیرنظامیان را در منطقه دارفور هدف قرار می‌داد، پیاده نمودند. تعداد کثیری از سران دنیا و کشورها کشتارهای جنجویدها را در دارفور نسل‌کشی اعلام نمودند، چرا که آن‌ها حدود ۱۰۰۰۰۰ غیرنظامی را در سه سال گذشته به قتل رسانده بودند. وزارت خارجه آمریکا و دیگران در سال ۲۰۰۴ فرماندهان نظامی جنجوید را از جمله موسی هلال، به عنوان جنایتکاران مظنون به نسل‌کشی خواندند. شورای امنیت سازمان ملل خواستار خلع سلاح جنجویدها شد.
تا اوایل سال ۲۰۰۶، تعدادی از جنجویدها از جمله نیروهای دفاع عمومی و مرزداران، به درون نیروهای نظامی سودان جذب شده بودند. ضمناً، جنجویدها در نظر داشتند تا قلمرو خود را به برخی از قبایل عرب زبان در شرق دارفور که از لحاظ تاریخی با جنجویدهای اصیل ارتباطی نداشتند، گسترش دهند. «عربها» ی چادی نیز به‌طور فزاینده‌ای در پی بازسازی مبنای سیاسی در چاد به عنوان بخشی از ائتلاف نیروهای متحد برای تغییر دموکراتیک (FUC) فعالیت می‌کردند.
موسی هلال، که ریاست قبیله کوچک اما توانمند دارفوری «عرب» را بر عهده داشت، به عنوان یک مظنون به رهبری جنجویدها از سوی وزارت امور خارجه آمریکا معرفی شد.
به نقل از او: «من یک رهبر قبیله‌ای هستم… درخواست دولت برای مسلح شدن توسط رهبران قبیله‌ای انجام می‌گیرد.»
بر طبق نظر (گروه) دیده‌بان حقوق بشر، او اذعان می‌کند استخدام (نظامی) شده اما انکار می‌کند که در زنجیره سران نظامی قرار دارد.